# Ancona di Salò
L'ancona di Salò è un'opera lignea realizzata da Pietro Bussolo nelle dieci statue inserite nelle nicchie e da Bartolomeo da Isola Dovarese per la struttura dell'ancora per l'altare maggiore del Duomo di Salò.

## Storia
La struttura lignea dell'ancona fu realizzata dal carpentiere cremonese Bartolomeo da Isola Dovarese nel 1476, e solo nel 1499 il comune di Salò decise di riprenderne l'esecuzione assegnando la realizzazione delle statue da inserire nelle dieci nicchie. Per questo motivo furono inviati a Bergamo due rappresentanti del comune per visionare i lavori eseguiti dal Bussolo nella città orobica pur vivendo unam anconam, e valutarne la capacità. Risulta che il 25 novembre 1499 lo scultore avesse già la residenza a Salò. 
La realizzazione della complessa opera fu però molto veloce, nel 1504 le dieci statue furono ultimate e pagate. La pittura dell'opera fu inizialmente affidata al Foppa che però colorò solo gli incarnati, mentre furono altri due pittori a completare la doratura. Forse uno di questi fu Tomaso da Castano che ebbe più di un rapporto di lavoro nel quinquennio 1505-1510 con il Bussolo. 
L'ancona fu rimossa dalla sua locazione sul presbiterio nel 1600 dopo l'ampliamento della chiesa e la costruzione del coro e collocata sopra l'ingresso maggiore in controfacciata mutilandola dei pinnacoli posti sulle sommità. Fortunatamente non fu accolta la proposta di Antonio Vassilacchi, pittore che dal 1602 eseguì pitture nel duomo, che voleva smembrare l'ancona e collocare “un per collona, nel mezzo della chiesa, cioè sopra alli capitelli delle colonne che così si darà anco satisfactione a quelli che hanno qualche devotion particolare” ritenendo che fosse un'anticaglia da non posizionare sul nuovo coro.
L'ancona fu ricollocata solo nel 1905 sull'altare maggiore, nello stupendo presbiterio che fu affrescato nel 1627 da Jacopo Palma il Giovane con l'immagine dell'Assunzione della Vergine Maria.
L'artista milanese restò ancora qualche tempo nella città bresciana, dove risulta essere iscritto tra i forenses nel 1504, che dovevano pagare tasse al comune e dal quale ebbe nel 1512 un rimborso per spese di guerra. Fino al 1516 la sua presenza sarà attiva con la realizzazione di opere sempre per il duomo con le statue degli altari di Santa Caterina e san Giuseppe, altari che godevano del giuspatronato di famiglie che contribuirono alla loro edificazione.

## Descrizione

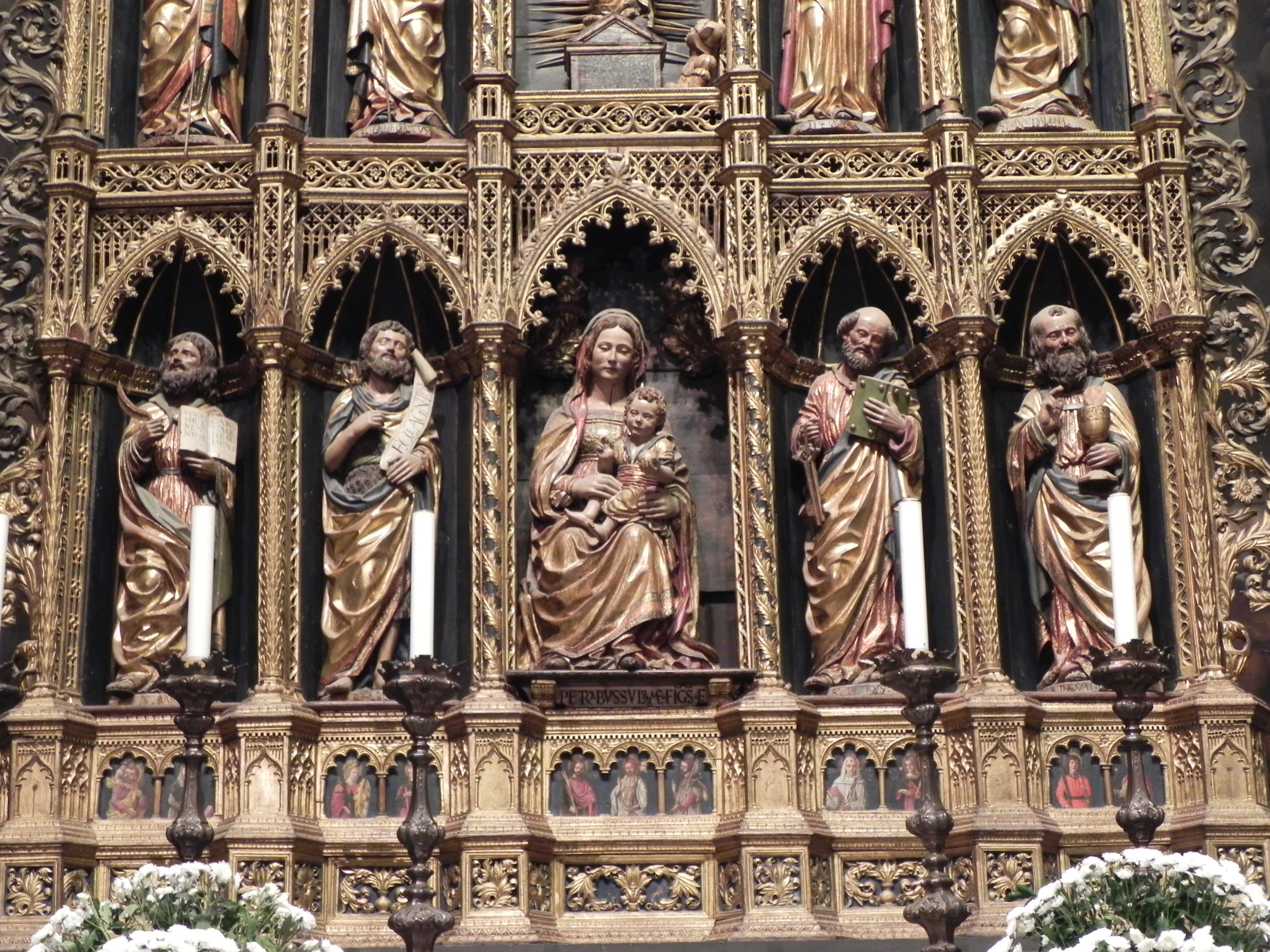
resigtro inferiore dettaglio

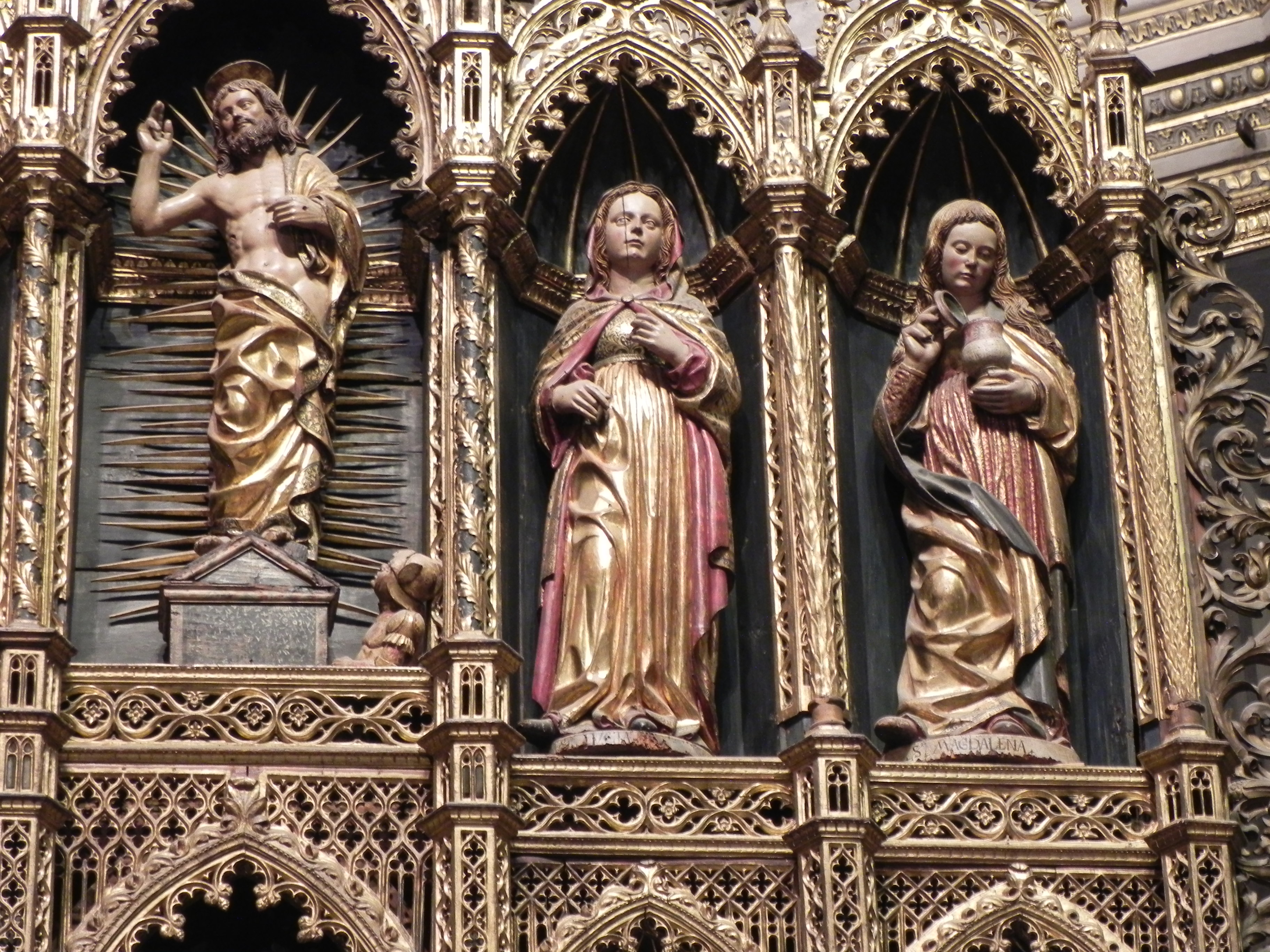
Dettaglio di santa Maria Maddalena

L'ancona che raccoglie le dieci statue è opera di Bartolomeo da Isola Dovarese, ed è un brillante esempio di intaglio tardogotico composto da trafori e finissime decorazioni.
L'ancona si compone da un basamento dal quale partono le lesene che dividono la struttura su due livelli e in dieci nicchie ad arco polilobato dove sono collocate le dieci statue, che sono la rappresentazione delle chiese dipendenti dall'antica pieve di Salò con centrali la Madonna col Bambino sul registro inferiore e il Cristo risorto in quello superiore.
Le statue a tutto tondo, sono l'opera migliore dell'artista milanese, rappresentano la sua maturità artistica con la capacità di rappresentare nei volti e nella plasticità dei corpi, l'umanità dei personaggi. Il Bussolo seppe riproporre con una interpretazione personale l'arte milanese del Foppa e dello Zenale, nella solennità e gravità dei panneggi. Di particolare plasticità è la statua di Maria Maddalena posta sul registro superiore a destra, raffigurata nell'atto di aprire il vaso di unguenti.